# Reine Victoria (Rose)
Die Bourbon-Rose La Reine Victoria, auch The Shell Rose, wurde von Labruyère / Joseph Schwartz 1872 nach Königin Victoria des Vereinigten Königreiches von Großbritannien und Irland (1819–1901) benannt.
Die kugelförmigen, seidig-rosafarbenen, duftenden Blüten von Reine Victoria stehen in Büscheln und blühen bis zum Saisonende im Herbst nach. Sie wächst etwa 1,50 m hoch und sollte an einem luftigen, leicht schattigen Standort in guten Boden gepflanzt werden.
Ein perlmuttfarbener Sport von Reine Victoria ist Madame Pierre Oger, 1878, die der Rosenzüchter Pierre Oger aus Caen seiner Frau widmete.